# Moaz al-Jatib
Ahmad Mouaz Al-Jatib Al-Hasani es un ulema sirio suní, expresidente de la Coalición Nacional para las Fuerzas de la Oposición y la Revolución Siria (CNFORS), grupo opositor al gobierno de Bashar al-Asad en la Guerra Civil Siria.

## Biografía
Al-Jatib fue imán de la Gran Mezquita de Damasco alrededor de 1990 y ha trabajado durante 6 años como geólogo para la compañía petrolera al-Furat. Además ha sido activista y docente.
Fue encarcelado en varias ocasiones por criticar el régimen del presidente Asad y durante parte de la Guerra Civil Siria huyó del país ante la escalada de la violencia para establecerse en El Cairo, hasta que finalmente volvió a la vida política para presidir la oposición siria.
Jatib dimitió el 24 de marzo de 2013 de la presidencia de la CNFORS, motivado por la pasividad de la comunidad internacional y su negativa a levantar el embargo de armas que pesaba sobre el país.

"Prometí al gran pueblo sirio y prometí a Dios que dimitiría si se cruzaban ciertos límites. Ahora cumplo mi promesa y anuncio mi dimisión de la Coalición Nacional para poder trabajar con una libertad de la que no disponía dentro de las instituciones oficiales"

## Ideología
Como ulema, Jatib es conocido por su rechazo del sectarismo y del extremismo religioso. Preside la Organización para la Modernización del Islam.